# Hanna Hammarström
Hanna Hammarström (Estocolm, 4 de novembre de 1829 - 1909), va ser una inventora sueca. Va ser la primera persona a Suècia a produir cables de telèfon de manera comercial.
Hanna va fabricar els cables per a la primera xarxa telefònica sueca. També va exportar cable a Finlàndia.
Hanna Hammarström va ser filla del comerciant de cotó i seda en Per Hammarström (m. 1868) i de na Christina Holmberg. El seu pare va voler que tots els seus fills aprenguessin una professió; així que ella va aprendre a fabricar diversos tipus de guarniments i ornaments. Encara que els cables de telèfon ja estaven inventats, la manera com es feien no es coneixia a Suècia, per la qual cosa la xarxa telefònica sueca depenia de fabricants estrangers. Hammarström va aconseguir desenvolupar un mètode de fabricació de cables de telèfon gràcies a la destresa que tenia fent guarniments de cordes de metall. Va muntar la seva pròpia fàbrica; i es va fer càrrec de proveir cables de telèfon a la companyia telefònica sueca el 1883. Va tindre el monopoli de la producció entre els anys 1880 i 1890. A la seva fàbrica a Estocolm només va contractar a dones, a les quals va ensenyar personalment. El 1886 va ser guardonada amb el primer premi pel seu invent, en una exposició de maquinària a Estocolm.